# Ferrocarril del Cadagua
El Ferrocarril del Cadagua fue una línea de ferrocarril de vía estrecha en España, entre las localidades vizcaínas de Zorroza y Valmaseda que existió entre 1888 y 1893, hasta su integración en el Ferrocarril Santander-Bilbao.

## Historia
El proyecto definitivo de un ferrocarril en la cuenca del río Cadagua fue presentado por Víctor Chávarri, Manuel Allendesalazar, Enrique Aresti y Ramón Bergé en el Congreso de los Diputados en mayo de 1888. Fue aprobada su concesión el mes de julio de ese mismo año. La línea fue declarada de utilidad pública, con una explotación por un periodo de 99 años. La Compañía del Ferrocarril del Cadagua fue constituada el 2 de julio de 1888 para su gestión. La línea debía arrancar en Zorroza, en la estación que el ferrocarril de Bilbao a Portugalete tenía en ese barrio.
La línea fue inaugurada el 5 de diciembre de 1890. Planeado para transportar al menos 96 000 viajeros anuales, apenas cuatro años después del inicio de las actividades ya movilizaba 219 504.
El 28 de junio de 1893, Víctor Chávarri obtiene la concesión de un ferrocarril de Zalla a Solares, que establece el enlace Orejo-Aranguren con el ferrocarril de Santander a Solares. Todas estas líneas se unen en una explotación única, y se crea la Compañía del Ferrocarril de Santander a Bilbao.

## Apertura
Entrada en servicio de los distintos tramos:
| Fecha                  | sección           | Longitud (km) |
| 5 de diciembre de 1890 | Zorroza-Valmaseda | 27,0          |

## Trenes
Locomotoras de vapor:
| tipo  | N° F.C.                  | N° S.B. | Fabricante                | N° de fábrica | Año  | Peso (Tm.) | Notas                                      |
| 220 T | 1 "Valmaseda", 2 "Zalla" | 1 a 2   | Sharp-Stewart, Mánchester | 3583-3584     | 1890 | ?          | .                                          |
| 030 T | 3 "Güeñes"               | 3       | Hunslet Engine Co, Leeds  | 538           | 1891 | ?          | .                                          |
| 030 T | ?                        | .       | Hanomag                   | 1572          | 1883 | 15,0       | Ex Central de Vizcaya n° 5 "Igartua", 1890 |